# I miei miti
I miei miti è un singolo del cantautore italiano Renato Zero, pubblicato nel 2003 come secondo estratto dall'album Cattura.

## Il brano
I miei miti è stata composta da Gianluca Podio, Vincenzo Incenzo e Renato Zero ed è la canzone che chiude l'album Cattura, il disco del cantautore romano più venduto degli anni 2000. Estratta come secondo singolo, entrò in rotazione radiofonica nel dicembre 2003.
Il brano è un j'accuse alla discografia italiana che studia a tavolino le nuove generazioni di cantanti, ai quali non viene richiesta una particolare preparazione vocale. Renato accusa, infatti, che essi in sala di registrazione riescono ad avere una bella voce grazie all'utilizzo di appositi programmi e strumenti, mentre dal vivo non rendono come in studio, sottolineando anche come si somiglino tra di loro nei movimenti e nelle gestualità. I miti di cui parla Renato sono quei cantanti e quei gruppi che nascevano all'improvviso, dopo una lunga gavetta, che non venivano partoriti da un'esigenza di mercato, ai quali veniva offerta la possibilità di realizzare diversi album prima di arrivare al successo e che cantavano con la loro voce originale. Questi miti, che hanno accompagnato Renato durante la sua crescita e adolescenza, stanno sempre più scomparendo.
Il brano nasce dall'esigenza di Zero di raccontare i suoi miti e quel periodo della sua vita durante il quale li ha vissuti. Come dichiarato da Vincenzo Incenzo, per questo testo furono scritti dieci ritornelli diversi che, dopo una scrematura, divennero cinque. Renato decise di utilizzarne tre per il brano in questione, mentre gli altri due vennero inseriti in Prendimi, brano-intro apripista dell'album, creato appositamente per i ritornelli scartati. Le due canzoni, infatti, sono composte dalla stessa melodia.
La canzone fu eseguita, per la prima volta, durante la tredicesima puntata del varietà televisivo condotto da Giorgio Panariello, Torno sabato... e tre, andata in onda il 20 dicembre 2003 su Rai 1 dal PalaRossini di Ancona. Successivamente, venne interpretata al Gran Galà Buon compleanno TV (serata per festeggiare i 50 anni della Rai), condotto da Pippo Baudo, e durante la seconda puntata di Sogni, trasmissione presentata da Raffaella Carrà, andati in onda rispettivamente il 3 gennaio 2004 e il 14 febbraio 2004, entrambi su Rai 1.
Fu inserita, inoltre, nella scaletta del tour Cattura... il sogno, svoltosi negli stadi tra maggio e giugno 2004.
La vera durata del brano è di 6:27, in seguito ci sono 38 secondi di silenzio (6:27 - 7:05), dopodiché inizia una ghost track (7:05 - 7:23), nella quale si sentono dei gatti miagolare nervosamente, mentre la voce di Renato esclama Questo mondo è troppo nervoso, dovrò rinascere.
Il brano fu pubblicato solamente su CD Single Promo (Radio Edit), in una versione ridotta, destinato alle radio.

## Prendimi
Prendimi è un altro brano musicale di Renato Zero, sempre contenuto nell'album Cattura, che ha una musica uguale a quella de I miei miti e un testo differente. Quest'ultima è più nota della precedente canzone e più breve, con una durata di 1 minuto e 52 secondi.
È stato utilizzato come brano di apertura nei tour Cattura... il sogno e Il sogno continua... in tour.

## Tracce
Testi di Renato Zero e Vincenzo Incenzo, musiche di Gianluca Podio e Renato Zero
1. I miei miti (Radio Edit) – 4:08

## Formazione
- Renato Zero – voce
- Phil Palmer – chitarre
- Paolo Costa – basso
- Lele Melotti – batteria
- Geoff Westley – tastiera e programmazione